# Sarah Stork
Sarah Stork (* 6. Februar 1987 in Dortmund) ist eine deutsche Schauspielerin.

## Leben und Karriere
Nach ihrem Abitur absolvierte Stork eine professionelle Schauspielausbildung an der Film Acting School in Köln. Zwischenzeitlich war sie auch Mitglied der Stationettes, dem Cheerdance-Team des VfL Bochum.
Von Oktober 2009 (Folge 934) bis August 2010 (Folge 1117) spielte Stork in der ARD–Telenovela Sturm der Liebe die Hauptrolle der Floristin Sandra Zastrow, geb. Ostermeyer. Über Sturm der Liebe erhielt Stork außerdem ihre erste große Hauptrolle. Stork war dort die Hauptdarstellerin der 5. Staffel, der männliche Hauptdarsteller an ihrer Seite war Wolfgang Cerny. Im Juli 2011 (Sonderfolge Die schönsten Momente: Sandra und Lukas) sowie im September 2018 (Folge 3000) war Stork in selbiger Rolle nochmals in Gastauftritten zu sehen.
Zuvor wirkte Stork in diversen Kurzfilmen und Werbespots mit. Ab dem 24. Mai 2013 spielte sie in der Soap Unter uns die Rolle der Leonie Weidenfeld. Im August 2013 wurde bekannt, dass Stork ihr erstes Kind – ein Mädchen – erwartet, das am 20. November 2013 zur Welt kam. Aufgrund ihrer Schwangerschaft wurde ihr Charakter zu einer Haftstrafe verurteilt und war seit Herbst 2013 nicht mehr zu sehen. Ihre Rolle wurde ab April 2014 von Maria Kempken übernommen.
Bis Oktober 2021 war Stork mit dem TV-Produzenten Thomas Knack liiert. Bei einer Wanderung auf dem Charleston Peak in Nevada verschwand er zunächst spurlos und wurde wenige Tage später tot aufgefunden. Knack hinterließ Stork mit gemeinsamer Tochter.

## Filmografie (Auswahl)
- 2009–2010: Sturm der Liebe (Telenovela; Folgen 934–1117)
- 2010: Inga Lindström – Schatten der Vergangenheit (Fernsehreihe)
- 2011: Sturm der Liebe (Telenovela; Sonderfolge Die schönsten Momente: Sandra und Lukas)
- 2012: Plastic
- 2013: Unter uns (Soap)[4]
- 2014: Verdachtsfälle Spezial
- 2016: Schicksale – und plötzlich ist alles anders
- 2018: Sturm der Liebe (Telenovela; Folge 3000)
- 2019: Schicksale – und plötzlich ist alles anders
- 2021: Ella Schön: Familienbande (Fernsehreihe)
- 2022: Gesicht der Erinnerung (Fernsehfilm)
- 2022: The Way Home (Kurzspielfilm)

## Theater (Auszug)
- 2002: Kleinbürgerhochzeit